# Une étoile haineuse
Pour plus de détails, voir Fiche technique et Distribution.
Une étoile haineuse (A Star Is Bored) est un court métrage d'animation de la série américaine Looney Tunes, réalisé par Friz Freleng et sorti le 15 septembre 1956, qui met en scène Bugs Bunny, Daffy Duck, Elmer Fudd et Sam le pirate.